# Príncipe Takechi
El Príncipe Takechi (高市皇子 Takechi no Miko, Takechi no Ōji?,  c. 654 - 13 de agosto de 696) fue un miembro de la familia imperial de Japón y político durante la era Asuka. Fue el hijo mayor del Emperador Tenmu.
Peleó junto con su padre durante la guerra Jinshin (672), donde al final su padre se convirtió en emperador. En 673, a la edad de 19 años, fue enviado por su padre a combatir en la provincia de Mino (actual sur de la prefectura de Gifu), como comandante general y vanguardia.
En 679, fue parte integral del Juramento de Yoshino (吉野の盟約 Yoshino no Meiyaku?), donde el emperador, la emperatriz (Emperatriz Jitō) y sus hijos el Príncipe Kusakabe, el Príncipe Ōtsu, el Príncipe Takechi, el Príncipe Kawashima, el Príncipe Osakabe y el Príncipe Shiki juraron en el palacio de Yoshino no miya, con el fin de una cooperación mutua para evitar un problema de sucesión imperial similar a la Guerra Jinshin.
Con la muerte del Emperador Tenmu y el ascenso al trono de la Emperatriz Jitō, el Príncipe Takechi asumió el cargo de Daijō Daijin (Canciller del Reino) desde 690 hasta su muerte en 696.
Se casó con la Princesa Minabe (hija del emperador Tenji y hermana de la Emperatriz Genmei), y tuvo dos hijos: el Príncipe Nagaya y el Príncipe Suzuka.